# Espira-de-l’Agly
Espira-de-l’Agly (katalanisch Espirà de l'Aglí) ist eine Gemeinde mit 3.525 Einwohnern (Stand: 1. Januar 2022) im Département Pyrénées-Orientales in der Region Okzitanien im Südwesten Frankreichs. Espira-de-l’Agly gehört zum Arrondissement Perpignan und zum Kanton La Vallée de l’Agly. Die Einwohner werden Espiranencs genannt.

## Geographie
Espira-de-l’Agly liegt ungefähr acht Kilometer nordnordwestlich von Perpignan sowie zehn Kilometer von der Mittelmeerküste entfernt am Fluss Agly und gehört zu den Weinbaugebieten Rivesaltes und Côtes du Roussillon.
Umgeben wird Espira-de-l’Agly von den Nachbargemeinden Vingrau im Norden und Nordwesten, Salses-le-Château im Norden und Nordosten, Rivesaltes im Osten, Peyrestortes im Südosten, Baixas im Süden sowie Cases-de-Pène im Westen.

## Bevölkerungsentwicklung
| Jahr      | 1962 | 1968 | 1975 | 1982 | 1990 | 1999 | 2006 | 2011 |
| Einwohner | 1481 | 1685 | 1599 | 1723 | 2196 | 2463 | 2883 | 3229 |

## Sehenswürdigkeiten
- Kirche Sainte-Marie, romanischer Bau des Hochmittelalters, Monument historique seit 1886
- Mittelalterliche Brücke über den Agly aus dem 12. oder 13. Jahrhundert
- früheres Trappistenkloster, heute Privatschule